# Roi Et
Roi Et (in thailandese ร้อยเอ็ด) è una città minore (thesaban mueang) della Thailandia di 35 803 abitanti (2020). Il territorio comunale occupa una parte del distretto di Mueang Roi Et, che è capoluogo della Provincia di Roi Et, nel gruppo regionale della Thailandia del Nordest. In città hanno sede il governo provinciale e distrettuale.

## Geografia fisica

### Territorio
Roi Et si trova 516 km di strada a nord-est di Bangkok, in un territorio pianeggiante nella zona centrale dell'altopiano di Korat. Le acque del fiume che attraversa la città fanno parte del sistema di affluenti del fiume Chi, che scorre una dozzina di chilometri a nord di Roi Et. Nei pressi del centro storico, circondato da un fossato, si trova il parco Somdet Phra Srinagarindra, il più grande della città, che ospita un lago artificiale di 20 ettari. I rari alberghi sono nella zona a nord del centro. Le zone circostanti sono collinari, densamente popolate e particolarmente povere.

### Clima
La temperatura media mensile massima è di 35°,7 e si ha ad aprile, durante la stagione secca, con picchi di 41°, mentre la media mensile minima è di 17°, e si registra a gennaio, nella stagione fresca, con picchi di 6°,7 a dicembre. La media massima mensile delle precipitazioni piovose è di 252,2 mm in agosto, nella stagione delle piogge, con un picco giornaliero di 198,6 mm in giugno. La media minima mensile è di 2,1 mm in dicembre. La stagione fresca va da novembre a gennaio, quella secca da febbraio ad aprile e quella delle piogge da maggio a ottobre.

## Storia
Secondo la tradizione locale, la città sorge dove si trovava l'importante insediamento di Sakhet Nakhon, risalente al IX secolo a.C., di cui resta probabilmente solo il fossato, che era circondato da mura con 11 porte di accesso. Le porte collegavano Sakhet Nakhon con altre 11 città che erano sotto il suo controllo. Il nome di Roi Et, letteralmente 101 in lingua thai, potrebbe derivare da queste 11 antiche porte, in quanto il numero 11 si scriveva 10-1 in thailandese antico, e potrebbe quindi aver dato luogo all'odierno 101. Nei secoli successivi questa zona non ha avuto particolare rilevanza storica.
Nel XIV secolo Roi Et divenne uno degli avamposti del neo-formato Regno laotiano di Lan Xang nell'altopiano con il nome di Roi Et Pratu (101 porte). La zona rimase sostanzialmente deserta fino al XVIII secolo, quando, con la crisi che provocò la frammentazione di Lan Xang, iniziarono ad immigrare comunità di rifugiati, in particolare il nobile Thao Can Kheo e i suoi 3 000 seguaci si stabilirono a Roi Et, e il vecchio avamposto si ingrandì lentamente fino a divenire una mueang. In quel periodo finì sotto il controllo del Regno di Champasak, che aveva la sua base nella zona dell'odierno Laos meridionale. Nei decenni successivi Roi Et rimase ai confini tra il Siam e i regni laotiani fino alla rivolta del re Anuvong, avvenuta nel 1827-1828, quando truppe siamesi giunsero a Roi Et e tatuarono i suoi abitanti imponendo l'influenza del Regno di Rattanakosin. Con la sconfitta di Anuvong e la brutale repressione che ne seguì, centinaia di migliaia di laotiani furono deportati nelle mueang dell'altopiano, passato sotto il rigido controllo di Bangkok.
Tradizionalmente legati all'agricoltura, alcuni abitanti di Roi Et si emanciparono nella prima metà del XX secolo quando ebbero accesso all'Istruzione pubblica, rendendosi portavoce delle esigenze della popolazione rurale. Uno di essi, Thawin Udon, fu il primo parlamentare di Roi Et nel periodo che seguì la rivoluzione siamese del 1932 ed appoggiò le riforme progressiste proposte da Pridi Banomyong. Un altro importante cittadino di Roi Et fu Maha Sila Viravong, promotore di un movimento pan-laotiano in opposizione alla thaificazione imposta dai regimi militari, il quale, per scampare agli arresti, fu costretto negli anni cinquanta a rifugiarsi in Laos, dove divenne uno dei principali promotori della cultura locale. In questo periodo, in tutto l'Isan vi furono molti degli abitanti che si unirono alla guerriglia del Partito Comunista della Thailandia o alle lotte del movimento laotiano indipendentista Lao Issara.
Negli anni sessanta del XX secolo vi fu una massiccia emigrazione degli abitanti di Roi Et. Circa 10 anni dopo, un importante progetto di desalinizzazione attuato nella zona di Roi Et rese le terre locali maggiormente adatte alla coltivazione del riso e diede il via alla produzione del sale.

## Monumenti e luoghi d'interesse

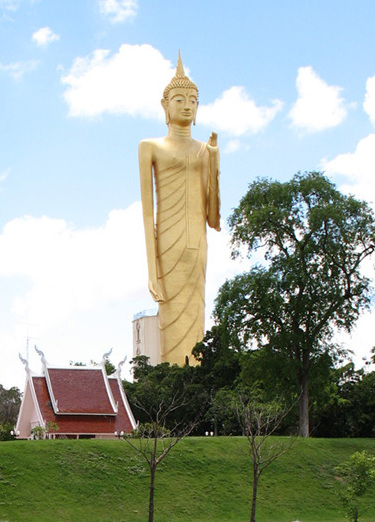
Il grande Buddha Luangpho Yai di Wat Buraphaphiram

L'attrazione principale cittadina è la statua del Buddha Luangpho Yai alta 70 metri del Wat Buraphaphiram, nella zona nord-ovest del centro, che può essere visitata salendo una scala al suo interno. Il Wat Klang, a nord del centro, presenta murales di un certo interesse. Nel parco Somdet Phra Srinagarindra ha sede il Lak mueang, santuario che in ogni città thailandese ospita il simbolo della locale divinità protettrice. Una dozzina di chilometri ad est di Roi Et vi sono le ben conservate rovine del tempio khmer Prang Ku. Le altre interessanti rovine dei templi khmer di Ku Kha Sing e Ku Phra Kona sono più lontane, nella parte meridionale della provincia. Molti turisti si recano nell'estremo nord-est della provincia per visitare il Buddha Park dell'Isan Pha Nam Yoi, la cui attrazione principale è un altissimo chedi a diversi piani situato sulla sommità di una collina che domina la foresta circostante.

## Economia
L'economia della zona si basa in prevalenza sull'agricoltura, e fra i prodotti principali vi sono riso, granoturco, fagioli, tabacco e cotone. Buona importanza ha anche la pesca nei fiumi locali. L'industria è scarsamente sviluppata mentre l'artigianato è attivo con i prodotti del cotone e della seta. La zona di Roi Et è famosa per la produzione dei khèn, strumenti musicali tipici nella tradizione del Laos e dell'Isan.

## Infrastrutture e trasporti
I trasporti municipali sono affidati soprattutto ai tuk-tuk e ai mototaxi. La stazione degli autobus si trova nella zona industriale a sud-ovest del centro. L'aeroporto di Roi Et è 20 km ad est della città. Non vi sono stazioni ferroviarie nelle immediate vicinanze, la stazione di Khon Kaen si trova circa 115 km a est.